# インビテーション (映画)
『インビテーション』（原題:The Invitation）は2015年に公開されたアメリカ合衆国のホラー映画である。監督はカリン・クサマ、主演はローガン・マーシャル＝グリーンが務めた。なお、本作がNetflixで配信された際、『不吉な招待状』という邦題が使用された。

## 概略
幼い息子（タイ）を交通事故で亡くした後、ウィルとイーデンの関係はギクシャクするようになり、最終的には離婚に至った。それから2年後、ウィルの下にイーデンから夕食会の招待状が届いた。イーデンはインビテーションという自助グループの集まりで出会った男性（デヴィッド）と再婚したのだという。ウィルは恋人のキーラを連れて夕食会に参加することにした。夕食会には他にも8人（トミー、ミゲル、ベン、クレア、ジーナ、チョイ、セイディ、プルーイット）が出席することになっていた。
食事の準備が整うまでの間、ウィルはかつての自宅を見て回り、過去の出来事を思い返していた。その中で、イーデンが薬品瓶を自室に隠したり、デヴィッドが玄関を厳重に施錠したりするなどの奇妙な光景を目にし、徐々に薄気味悪さを感じるようになった。ほどなくして、ウィルの不安は現実のものとなってしまう。実は、インビテーションは単なる自助グループではなく終末論カルトであり、イーデンたちは教祖の指示で武装蜂起を計画していたのである。

## キャスト
- ローガン・マーシャル＝グリーン - ウィル
- タミー・ブランチャード - イーデン
- ミキール・ハースマン - デヴィッド
- エマヤツィ・コーリナルディ - キーラ
- リンジー・バージ - セイディ
- ジェイ・ラーソン - ベン
- ミシェル・クルージック - ジーナ
- ジョルディ・ビラスーソ - ミゲル
- マイク・ドイル - トミー
- ジョン・キャロル・リンチ - プルーイット
- カール・ユーン - チョイ
- トビー・ハス - ジョセフ博士
- マライエ・デルフィノ - クレア
- エイデン・ロヴカンプ - タイの友人の少年

## 製作
2012年5月11日、カリン・クサマ監督の新作映画にルーク・ウィルソン、ザカリー・クイント、トファー・グレイス、ジョニー・ガレッキが出演することになったと報じられたが、後に4人全員が降板することになった。2014年7月、本作の主要キャストが改めて発表された。2015年2月16日、セオドア・シャピロが本作で使用される楽曲を手掛けることになったとの報道があった。2016年4月8日、レイクショア・レコーズが本作のサウンドトラックを発売した。
本作を作るに当たって、クサマ監督は『ぼくのエリ 200歳の少女』と『セレブレーション』を参考にしたと語っている。

## 公開・興行収入
2015年3月13日、本作はサウス・バイ・サウスウェストでプレミア上映された。4月6日、ドラフトハウス・フィルムズが本作の全米配給権を獲得したと報じられた。2016年1月20日、本作のティーザー・トレイラーが公開された。2月21日、本作のオフィシャル・トレイラーが公開された。4月8日、本作は全米10館で限定公開され、公開初週末に6万7877ドル（1館当たり6787ドル）を稼ぎ出し、週末興行収入ランキング初登場40位となった。

## 評価
本作は批評家から絶賛されている。映画批評集積サイトのRotten Tomatoesには103件のレビューがあり、批評家支持率は88%、平均点は10点満点で7.57点となっている。サイト側による批評家の見解の要約は「『インビテーション』はその緊迫感に満ちた設定を最大限に活用している。同作のストーリーはゆったりとしたペースで展開されていくが、そこには独特のスリルがあり、技巧が凝らされている。」となっている。また、Metacriticには21件のレビューがあり、加重平均値は74/100となっている。